# Incagonum
Incagonum is een geslacht van kevers uit de familie van de loopkevers (Carabidae). De wetenschappelijke naam van het geslacht is voor het eerst geldig gepubliceerd in 1994 door Liebherr.

## Soorten
Het geslacht Incagonum omvat de volgende soorten:
- Incagonum aeneum (Reiche, 1843)
- Incagonum ambiguum (Solier, 1849)
- Incagonum andicola (Bates, 1891)
- Incagonum angulatum (Chaudoir, 1854)
- Incagonum bonariense (Gemminger & Harold, 1868)
- Incagonum brasiliense (Dejean, 1828)
- Incagonum chilense (Dejean, 1831)
- Incagonum circumdatum (Erichson, 1834)
- Incagonum cordicolle (Solier, 1849)
- Incagonum dejeani (Solier, 1849)
- Incagonum discosulcatum (Dejean, 1828)
- Incagonum fuscoaeneum (Gemminger & Harold, 1868)
- Incagonum gayi (Solier, 1849)
- Incagonum inca (Moret, 1994)
- Incagonum laevicolle (Solier, 1849)
- Incagonum lineatopunctatum (Dejean, 1831)
- Incagonum mateui (Moret, 1994)
- Incagonum melas (Solier, 1849)
- Incagonum pedestre (Putzeys, 1878)
- Incagonum quadricolle (Dejean, 1828)
- Incagonum semistriatum (Fairmaire, 1884)